# St. Nicolai (Oschersleben)

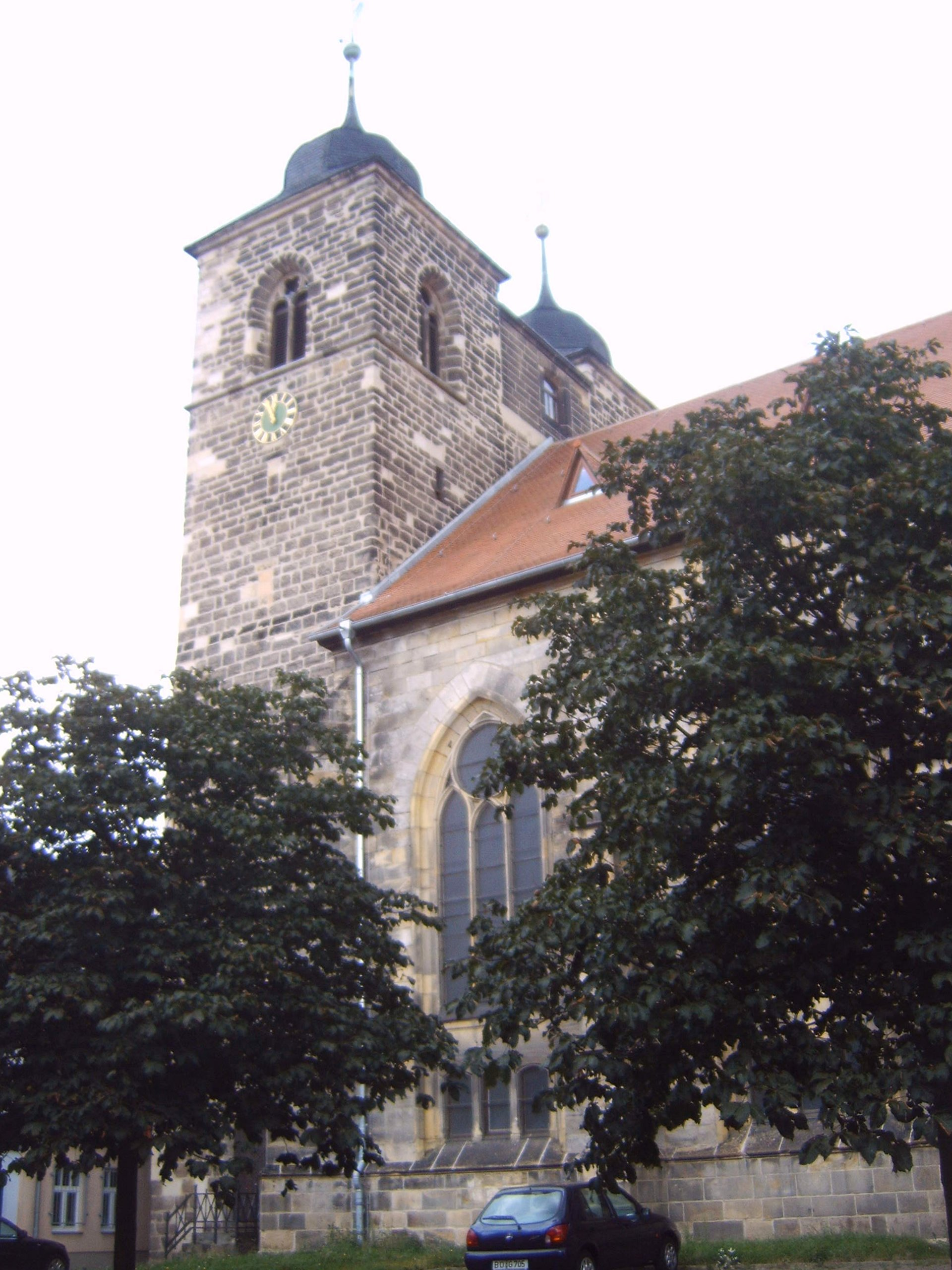
Türme der Nicolaikirche

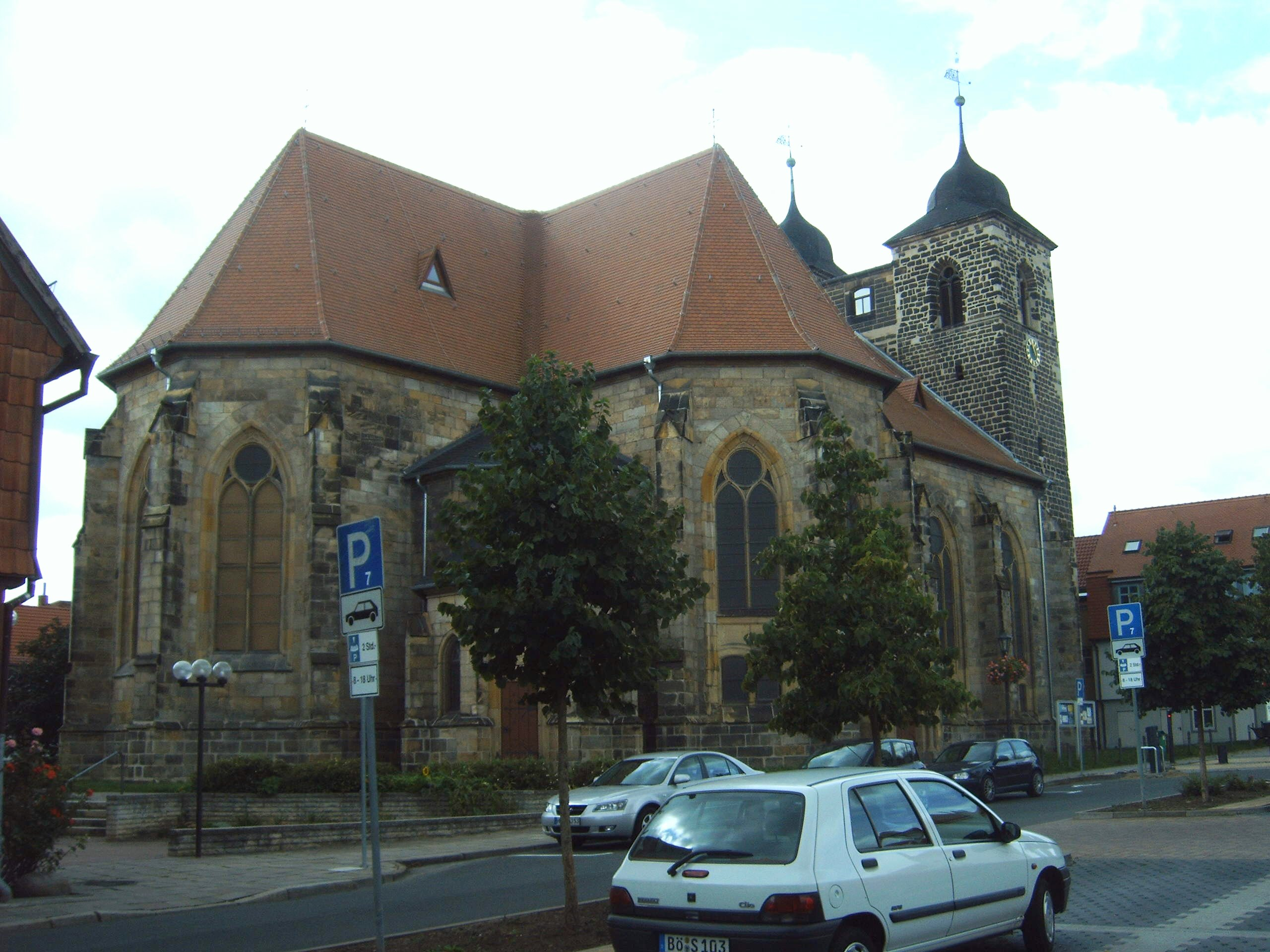
Nordseite

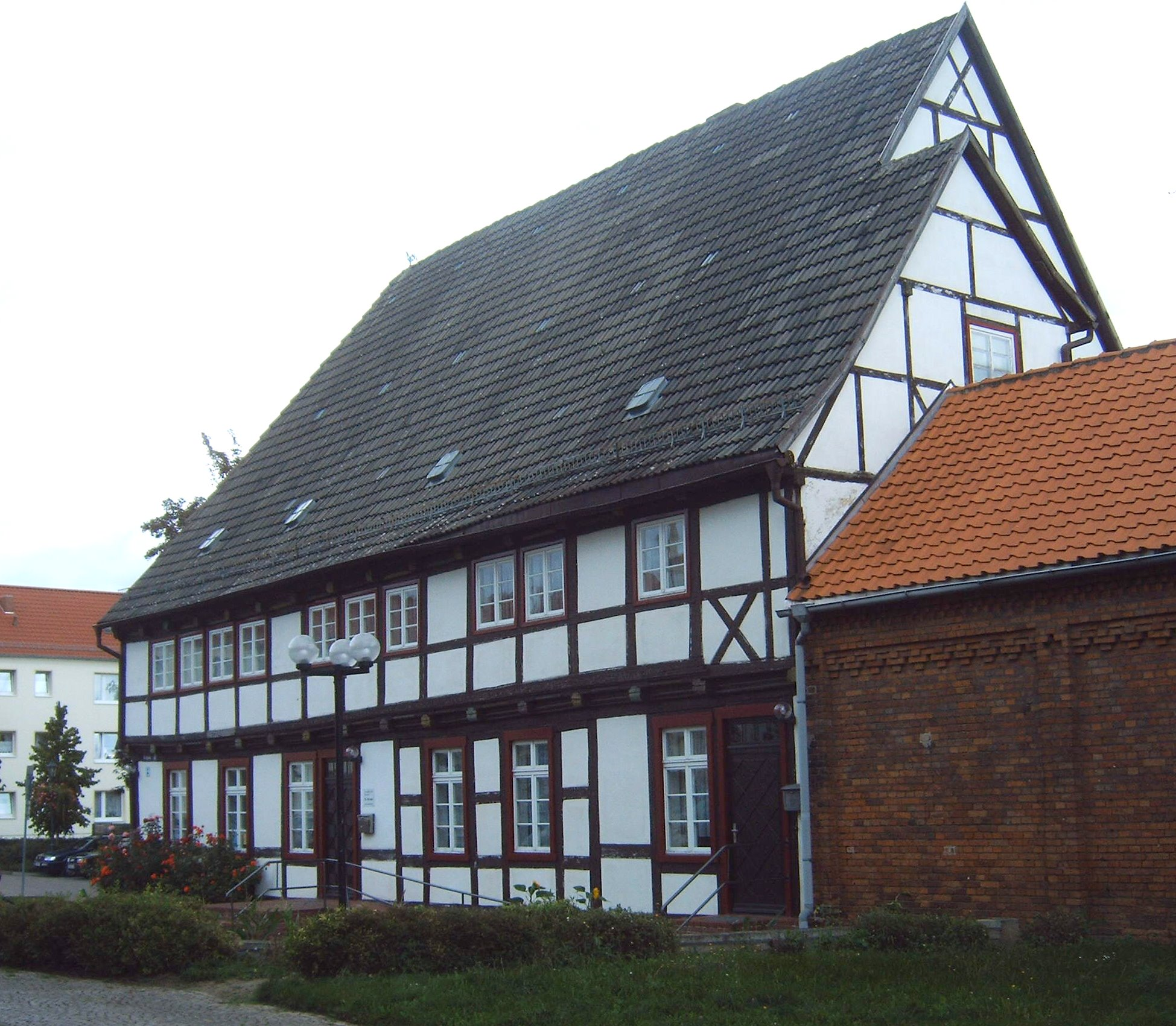
Pfarrhaus

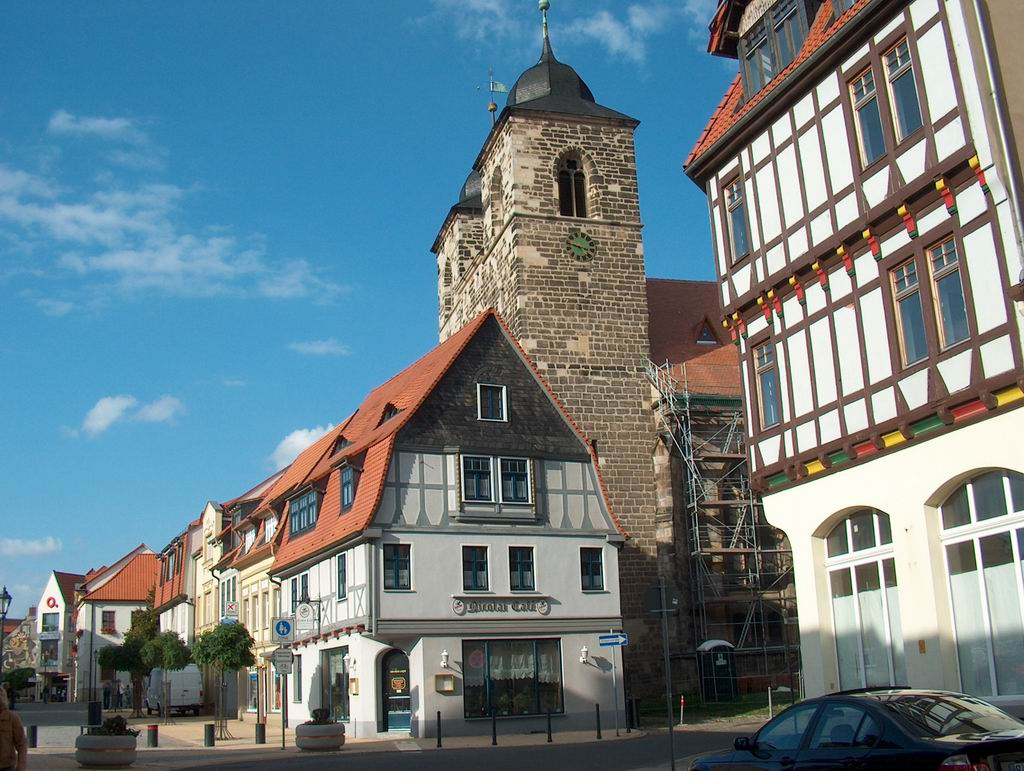
Bebauung vor der Westfront der Kirche

St. Nicolai (Schreibweise auch als Sankt-Nikolai) ist eine evangelische Kirche in Oschersleben in Sachsen-Anhalt.

## Architektur
Die Kirche geht bis auf die zweite Hälfte des 14. Jahrhunderts zurück. Aus dieser Zeit stammen die westlich des Kirchenschiffs befindlichen Türme. Ihre Gestaltung wurde an die Doppelturmfassaden der Magdeburger Kirchen angelehnt. Die Türme tragen niedrige Barockhauben.
Im Übrigen stammt das Kirchengebäude jedoch erst aus dem Jahr 1881. Es wurde im neogotischen Stil errichtet. Die nach Norden und Süden weisenden Querhäuser und der Chor enden polygonal. Das äußere Erscheinungsbild wird durch regelmäßige Werksteinquader geprägt. Die Gliederung erfolgt durch Maßwerkfenster, die im Chor und den Querhäusern zweibahnig, im Langhaus jedoch dreibahnig sind. Zwischen den Fenstern befinden sich Strebepfeiler.

## Innenraum
Das Kirchenschiff ist dreischiffig. Die Decke ist als Kreuzrippengewölbe gestaltet und ruht auf schlanken achteckigen Pfeilern. Auf einer dreiseitigen Empore befinden sich die Reste einer von Wilhelm Rühlmann 1915 erbauten Orgel mit einem erhalten gebliebenen neogotischen Orgelprospekt. Die Orgel besaß drei Manuale und 39 Register.
Noch aus der Vorgängerkirche stammt die 1661 aus Sandstein gefertigte Taufe, welche sich in der nördlichen Apsis, der sogenannten Taufkapelle, befindet. Sie ist mit plastischem figürlichen Dekor geschmückt und wurde von den Dammleuten gestiftet. Im Zuge der neogotischen Gestaltung der Kirche wurde auch ein neuer Taufstein im neogotischen Stil angeschafft. Dieser befindet sich in der Vierung und ist im Gegensatz zum älteren Taufstein noch in regelmäßiger Benutzung. Erwähnenswert ist ein in der Kirche befindliches Epitaph für den 1676 verstorbenen Samuel Geelhut.
1646 wurde im Vorgängerbau Heinrich II. Erndel, der Leibarzt des sächsischen Kurfürsten, beigesetzt.
Der in Wernigerode lebende Künstler Günter Grohs ist mit der Gestaltung des Innenraumes (Fenster, Prinzipalstücke, Paramente, Wandmalerei im Chorraum) von der Gemeinde betraut worden. Zu Ostern im Jahr 2007 konnten zunächst die drei neugestalteten Chorraumfenster in einem ersten Abschnitt durch den Landesbischof Axel Noack in Dienst gestellt werden. Daran anknüpfend wurden 2016 die Südquerhausfenster durch Landesbischöfin Ilse Junkermann an die Gemeinde übergeben. Die Ausführung aller bisher gefertigten Verglasungen erfolgte durch die Glaswerkstätten F. Schneemelcher, Quedlinburg, in enger Zusammenarbeit mit dem Künstler. Es ist geplant, das gesamte Innenraumprojekt unter Mitwirkung der Gemeinde und weiterer Spender zu vollenden.

## Umgebung
Nördlich der Kirche befindet sich der Marktplatz der Stadt mit dem barocken Rathaus Oschersleben. Das Pfarrhaus der Gemeinde befindet sich östlich der Nicolaikirche. Es entstand als Fachwerkbau laut Inschrift bereits 1661. Direkt vor der Westseite der Türme steht ein weiteres eindrucksvolles Fachwerkhaus. Das Gebäude (Halberstädter Straße 25) stammt bereits aus dem Jahr 1600, wurde jedoch mehrmals umgebaut. Das obere Stockwerk ragt über das Erdgeschoss vor.